# هوهانس آدامیان
هُوْهانِس آدامیان (ارمنی: Հովհաննես Ադամյան؛ ۵ فوریه ۱۸۷۹، باکو - ۱۲ سپتامبر ۱۹۳۲، لنینگراد) مهندس ارمنی، و صاحب بیش از ۲۰ اختراع بود. اولین تلویزیون رنگی تجربی در لندن در سال ۱۹۲۸ بر اساس اصل سه رنگ آدامیان نشان داده شد. او به عنوان یکی از بنیانگذاران تلویزیون رنگی شناخته شده‌است.

## زندگی‌نامه
آدامیان در خانواده ای تاجر به دنیا آمد که تجارت بنزین انجام می‌دادند. وی در سال ۱۸۹۷ تحصیلات خود را در باکو به پایان رساند و به سوئیس نقل مکان کرد. او در دانشگاه‌های زوریخ و برلین تحصیل کرد. او سیستم‌های تلویزیون‌های سیاه و سفید و همچنین تلویزیون‌های رنگی را طراحی کرد. آدامیان با توسعه آثار نظری دیگر بنیانگذاران تلویزیون رنگی مانند M. Le Blanc و P. Nipkov، اولین کسی بود که در جهان به نتایج عملی دربارهٔ تلویزیون رنگی دست یافت و انتقال تصاویر رنگی را انجام داد. ادعا شده که اولین طرح تلویزیون رنگی توسط وی داده شده و در آلمان به ثبت رسیده‌است.
در سال ۱۹۲۵ در ایروان، آدامیان "Eristavi" را به نمایش گذاشت که وسیله ای برای پخش تصاویر رنگی بود. او با حمایت دوستان و دستیارانش از ارمنستان، موفق شد تعدادی شکل و نقش رنگی را روی صفحه نمایش دهد.
در سال ۱۹۱۳، آدامیان به سن پترزبورگ روسیه بازگشت. او قبل از مرگ در سال ۱۹۳۲ در لنینگراد چندین سفر طولانی مدت به ارمنستان داشت. وی در گورستان محلی ارمنی‌ها به خاک سپرده شد و در سال ۱۹۷۰ بقایای او به ایروان آورده شد، به جایی که به پانتئون ارمنی‌ها مشهور است.

## نگارخانه

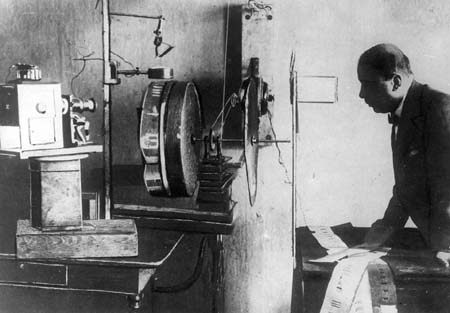